# Mercedes Gleitze
Mercedes Gleitze (1900-1981) est une nageuse britannique, détentrice de plusieurs records et premières.

## Biographie
Sténotypiste de formation, elle a été la première femme à traverser à la nage le détroit de Gibraltar (en 1928), le détroit des Dardanelles (en 1930). Elle est aussi la première femme à avoir traversé la Manche sans assistance le 7 octobre 1927 en 15 heures et 15 minutes. Cette dernière performance a été l'occasion pour la marque de montres Rolex (dont elle portait un modèle Oyster au poignet lors de sa traversée) de lancer une importante campagne de publicité sur l'étanchéité de ses produits.
En 1933, elle tente une nouvelle fois la traversée de la Manche mais elle abandonne à 18 kilomètres de Calais.
À sa retraite, elle consacra son temps et sa fortune à prendre soin des personnes dans le besoin.

### Sources
1. ↑  « La sirène et l’huître : Mercedes Gleitze et l’histoire du boitier Oyster de Rolex », moonphase.fr,‎ 16 juillet 2014 (lire en ligne, consulté le 21 août 2017)
2. ↑  Fabienne Reybaud, « 1927, Mercedes Gleitze traverse la Manche avec une Rolex Oyster », Le Figaro,‎ 21 août 2017 (ISSN 0182-5852, lire en ligne, consulté le 21 août 2017)
3. ↑  Michel Jeannot, « Montres d'exception: se faire plaisir à l'heure d'été », sur lefigaro.fr, 20 mars 2015 (consulté le 31 mars 2015).
4. ↑  Le Matin, 3 août 1933, p. 1